# 濱崎希歩
濱崎 希歩（はまさき のあ、2006年〈平成18年〉3月26日 - ）は、日本のアーティスト。
Z-Nextの代表である。東京都板橋区出身。

## 人物
- 趣味は散歩、写真、音楽。

## 来歴
2021年、東京都品川区の品川翔英高等学校に入学し、同校では高校1年から高校3年まで生徒会長を務め、文化祭実行委員の副委員長なども歴任。
2022年8月、ING Teensに登録し活動を開始。
2023年、2024年のシンデレラフェスに出演。
2023年10月に、学校の生徒指導や校則などに関する悩みの相談窓口となり、解決を図るためのNPO団体School Liberty Networkを設立し代表理事を務める。その後2024年2月に東京都の認証を受け、NPO法人となる。
2024年2月、Z-Nextを設立し代表に就く。
2024年、東京都品川区にある立正大学の法学部に入学。

## アーティスト活動
2022年から芸能、音楽、美術など他分野に取り組み、アーティスト活動を行っている。
芸能分野では、INGTeensへ入ったことをきっかけに、事務所内外関わらず、さまざまなイベントや番組に出演しており、シンデレラフェスの出演や街中イベントへの参加、テレビやラジオなどへの出演もしている。
音楽分野では、高校時代からオリジナルの作曲などをしており、大学では軽音サークルに入りライブをするなどの活動をしている。
美術分野では、アイコンやイラストの作成に取り組むほか、現在は名刺やUIのデザインを事業としても行っている。2024年からはオリジナルのアパレルブランド、FAKE THE PASTを立ち上げ、デザイナーをしている。

## 会社（個人事業主）
2024年2月、Z世代をターゲットとしたイベントやマーケットリサーチなどを行う複合事業の会社であるZ-Nextを設立し、代表に就任。より多くの人が繋がれるイベントを開催することと、もっと若者の声が社会に届くことを目指して事業運営を行なっている。2024年7月現在法人化準備中であり、まだ法人化はされていない。